# Tjebbo Penning
Tjebbo Penning (Voorburg (Zuid-Holland), 12 september 1963) is een Nederlandse regisseur. In 1992 studeerde hij af aan de Nederlandse Film en Televisie Academie. Penning regisseerde onder andere afleveringen van series als Westenwind en 12 steden, 13 ongelukken. In 2008 regisseerde hij de Amerikaanse film Great Kills Road.

## Regie
- 12 steden, 13 ongelukken (1990-1998)
- Recht voor z'n Raab (1993)
- The Bitch is Back (1995)
- The Oath (1996)
- Westenwind (6 episodes, 1999)
- Morlang (2001)
- Friday Night Fever (2004)
- Great Kills Road (2008)
- Schone handen (2015)

- International Standard Name Identifier: 0000 0000 5325 315X
- Library of Congress Control Number: nr2006022538
- Nederlandse Thesaurus van Auteursnamen: 203969332
- Virtual International Authority File: 46725605
- WorldCat: E39PBJdMgkhFtvxFCFRHmP9Rrq